# Thomas Henderson
(en) Statistiques sur pro-football-reference
Thomas Edward Henderson (né le 3 mars 1953 à Austin) est un joueur américain de football américain.

## Enfance
Thomas naît d'une mère adolescente à Austin, au Texas. En 1969, il déménage chez sa grand-mère à Oklahoma City dans un environnement plus simple. Il est nommé parmi les meilleurs joueurs de la ville au lycée, jouant alors au poste de defensive end mais n'est recruté par personne et s'engage dans l'Air Force. Ensuite, il va à l'université de Langston.

## Carrière professionnelle
Alors à l'université, Henderson se fait remarquer par Gill Brandt, responsable des jeunes joueurs au Cowboys de Dallas. Finalement, Thomas est sélectionné au premier tour du draft de la NFL de 1975 par les Cowboys au dix-huitième choix. Il se démarque tout de suite comme un bon linebacker, surnommé Hollywood pour sa qualité de jeu. Il joue aussi comme kick returner de réserve et marque un touchdown de quatre-vingt-dix yards sur un kickoff. En 1978, il est sélectionné pour son premier et seul Pro BowlMais Henderson se fait surtout connaître pour ses problèmes de drogues où il inhalerait de la cocaïne liquide.
Après un match contre les Redskins de Washington en 1979, perdu 34-20, il se mouche devant les caméras dans un mouchoir avec le logo des Cowboys, prenant pour responsable de la défaite son coéquipier Preston Pearson. Après cela, l'entraineur Tom Landry suspend Henderson jusqu'à la fin de la saison. Henderson est libéré par les Cowboys et a des difficultés à retrouver une nouvelle équipe, jouant sept matchs avec les Oilers de Houston et un seul avec les 49ers de San Francisco en 1980, ce qui sera sa dernière saison, étant blessé et consommant toujours de la drogue.

## Après le football

### Scandale
En novembre 1983, Thomas Henderson est arrêté, surpris en train de fumer de la cocaïne avec deux adolescentes en Californie. Il est accusé de menace avec une arme pour des actes sexuels mais Henderson se défend, en disant qu'il eut des rapports sexuels en échange de la drogue. Il plaida non coupable et servit huit mois dans un centre de réhabilitation contre la drogue ainsi que deux ans de prison. Après sa sortie de prison, il écrit une autobiographie qu'il publie en 1987. Six ans plus tard, son ancien entraineur Tom Landry applaudit Henderson pour être sorti de la drogue.

### Loterie
En 2000, Henderson remporte la loterie du Texas, d'une valeur de vingt-huit millions de dollars. Il fait de nombreux dons à divers associations caritatives.